# روسا (پیمونت)
روسا (به ایتالیایی: Rossa) یک کومونه در ایتالیا است که در استان ورسلی واقع شده‌است.

## خصوصیات
روسا ۱۱٫۶ کیلومترمربع مساحت و ۱۸۳ نفر جمعیت دارد.